# Chrétien-Guillaume de Lamoignon de Malesherbes

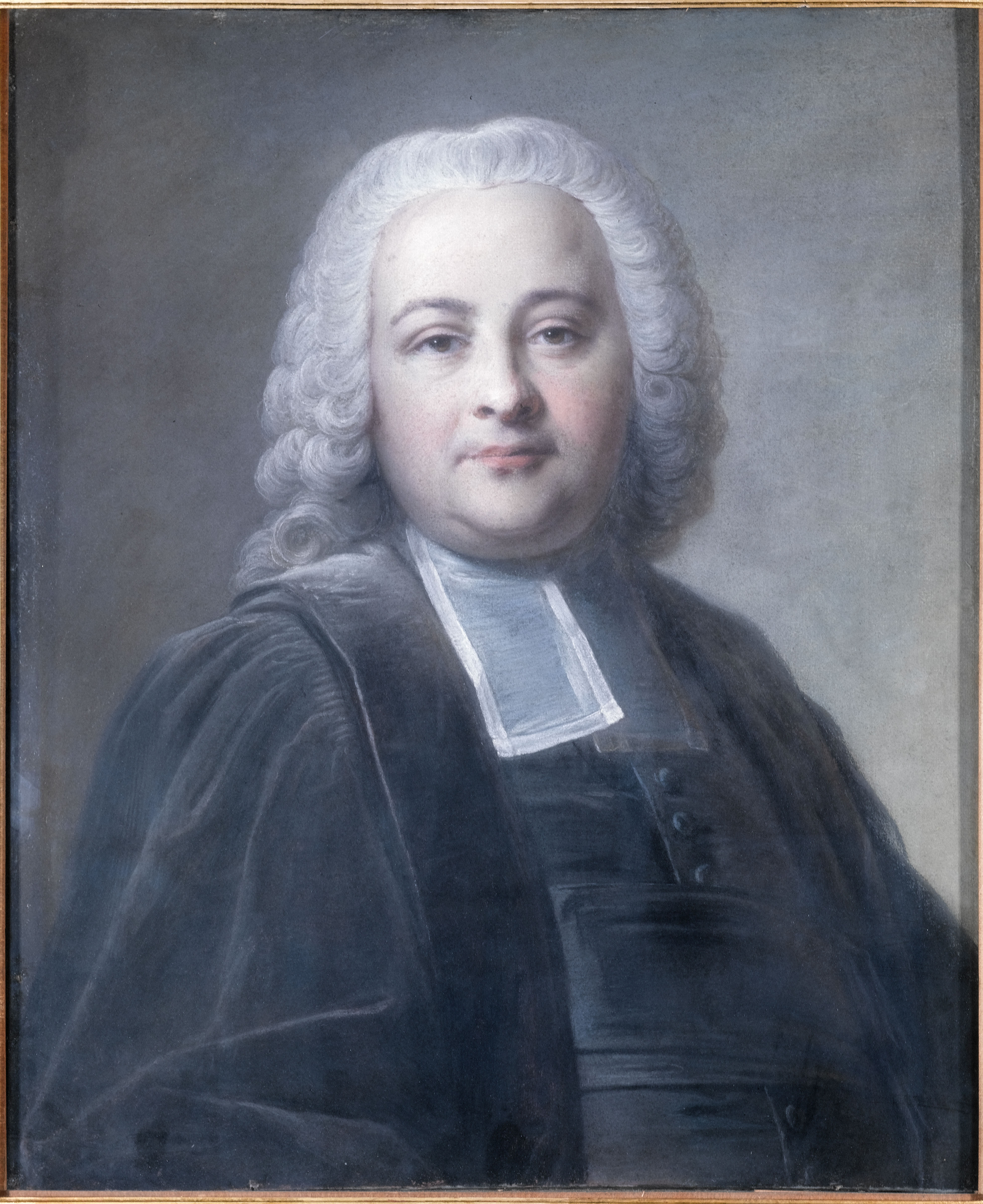
Chrétien-Guillaume de Lamoignon de Malesherbes

Chrétien-Guillaume de Lamoignon de Malesherbes (* 6. Dezember 1721 in Paris; † 22. April 1794 ebenda) war ein französischer Staatsmann, Minister und später Verteidiger Ludwigs XVI.

## Leben und Wirken
Malesherbes wurde in eine Juristenfamilie hineingeboren, sein Vater war Guillaume de Lamoignon de Malesherbes (1683–1772), Präsident des Parlement de Paris, Président à mortier au Parlement de Paris in der Zeit von 1723 bis 1736. Seine Mutter war Anne Elisabeth Roujault (1692–1734). Das Paar hatte zwei weitere Kinder, Barbe Nicole de Lamoignon de Malesherbes († 1794) und Marie Elisabeth de Lamoignon de Malesherbes (* 1715). Es war die zweite Ehe, beide heirateten sie 1715. Seine erste Ehe mit Madeleine Louise d’Aligre (1697–1714), sie heirateten 1711, blieb kinderlos.
Chrétien-Guillaume de Malesherbes studierte Rechtswissenschaften. Nach kurzer Zeit als Anwalt wurde er aufgrund seiner Leistungen im Jahre 1750 zum Präsidenten der Cour des Aides des Parlement de Paris ernannt, nachdem sein Vater, Guillaume de Lamoignon de Blancmesnil, zum Kanzler,  chancelier de France befördert worden war. Zu den Aufgaben eines Kanzlers gehörte die Kontrolle der Presse. Diese Pflicht wurde Malesherbes von seinem Vater während seiner achtzehn Amtsjahre anvertraut. Sie brachte ihn mehr als seine richterlichen Aufgaben in Kontakt mit der Öffentlichkeit.

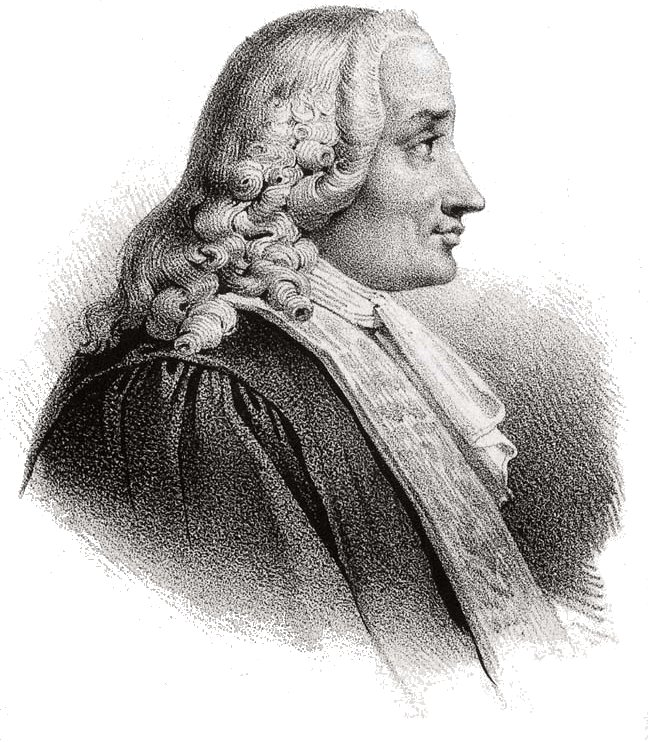
Chrétien-Guillaume de Lamoignon de Malesherbes

1741 wurde er stellvertretender Generalstaatsanwalt des Parlaments von Paris, procureur général du parlement de Paris. 1744 diente er als Berater, conseiller, und war dann erster Präsident der cour des aides de Paris.
Er heiratete im Jahre 1749 Françoise Thérèse Grimod de la Reynière (1732–1771). Die beiden hatten zwei Töchter, Marguerite Thérèse de Lamoignon de Malesherbes (1756–1794) und Françoise Pauline de Lamoignon de Malesherbes (1758–1827).
Um seine Aufgaben effizient auszuüben, war er in Verbindung mit den literarischen Größen in Paris – insbesondere mit Denis Diderot und Friedrich Melchior Grimm. Man sagt sogar, dass die Encyclopédie ou Dictionnaire raisonné des sciences, des arts et des métiers ohne Malesherbes' Hilfe wahrscheinlich nie veröffentlicht worden wäre, da Malesherbes als Oberzensor, Censure royale, der Encyclopédie 1751 das königliche Privileg verliehen hat. Dies hätte Malesherbes nicht gewähren müssen, er hätte das Werk stillschweigend passieren lassen können.

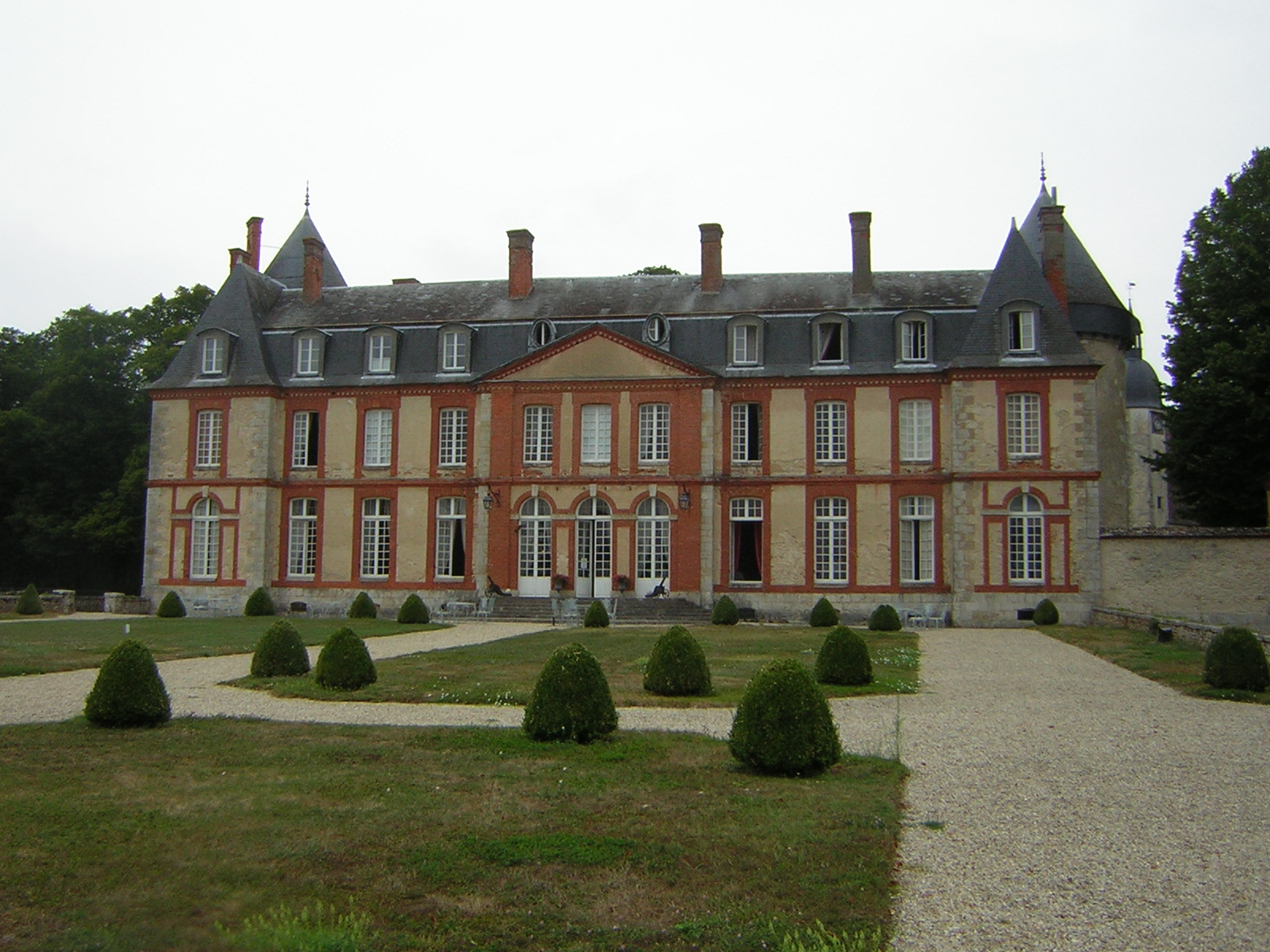
Schloss Malesherbes (Loiret), château de Malesherbes

1771 wurde Malesherbes aufgefordert, sich in die Politik einzumischen; die Parlements in Frankreich waren aufgelöst worden, und ein neues Verfahren für die Justizverwaltung war von Maupeou entworfen worden. Es war an sich lobenswert, da es auf eine bessere und schnellere Justizverwaltung abzielte, aber auch kontraproduktiv, da es eine Tendenz zur Überzentralisierung aufwies und den erblichen Amtsadel abschaffte, der eine gewisse Unabhängigkeit gewahrt hatte und eine Kontrolle über die Macht des Königs ausübte. Malesherbes stellte sich gegen das neue System und wurde dafür auf seinen Landsitz, Schloss Malesherbes, verbannt. Nach der Thronbesteigung Ludwigs XVI. wurde er zusammen mit dem alten Parlament zurückberufen und 1775 zum Minister der maison du roi ernannt.
Malesherbes bekleidete das Amt nur neun Monate, während derer er jedoch seine Aufmerksamkeit der Polizei des Königreichs widmete, die zu seinem Bereich hinzugeschlagen wurde, und er tat viel, um die verhasste Praxis der Ausstellung von lettres de cachet einzudämmen. Der Protest des cour des aides 1775 ist eines der wichtigsten Dokumente des alten Regimes in Frankreich. Es enthält eine Bestandsaufnahme der korrupten und ineffizienten Verwaltung und konfrontierte den König mit völlig unverblümter Kritik.

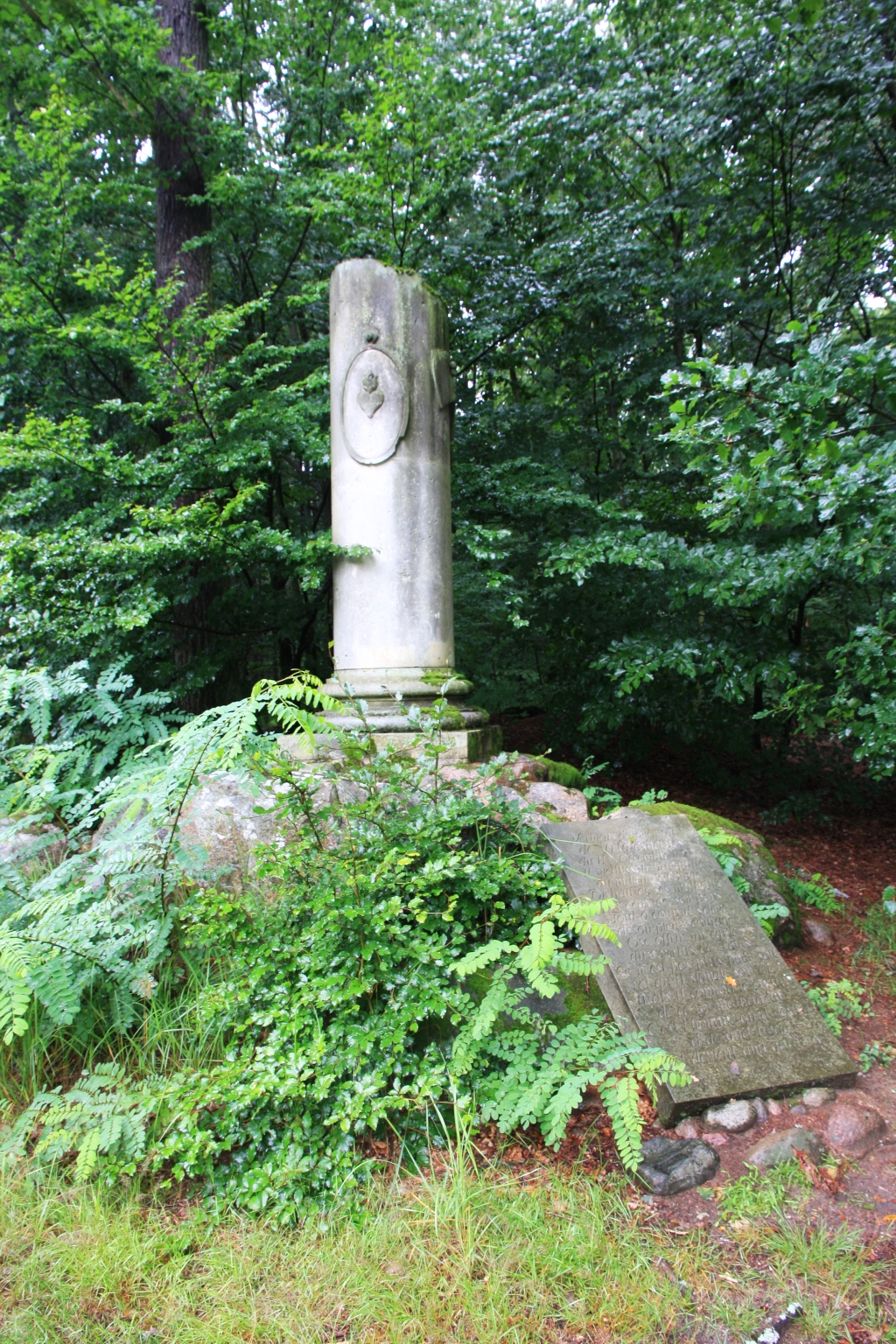
Malesherbes-Denkmal im Schlosspark von Rheinsberg, gestiftet vom Prinzen Heinrich

Nach seinem Rückzug aus dem Kabinett mit Turgot im Jahr 1776 begab sich Malesherbes gänzlich in ein zufriedenes Land- und Hausleben und reiste durch die Schweiz, Deutschland und die Niederlande. Ein Aufsatz über protestantische Heiraten (1787) trug sehr zu deren staatlicher Anerkennung in Frankreich bei.
Malesherbes war ein leidenschaftlicher Botaniker. Im Alter von 24 Jahren studierte er Botanik bei Bernard de Jussieu.
Seine Allee am Château de Malesherbes war außergewöhnlich bepflanzt; er hatte im Namen der Botaniker gegen Buffon geschrieben, der sie angegriffen hatte, und war schon 1750 zum Mitglied der Académie des sciences gewählt worden. Malesherbes wurde in die Académie française sowie als Ehrenmitglied in die Académie des Inscriptions et Belles-Lettres aufgenommen und beschäftigte sich auf seinem Alterssitz weiter und intensiver mit wissenschaftlichen und literarischen Themen. Der König, zunehmend in politischen Schwierigkeiten, wollte jedoch seine Unterstützung und berief ihn 1787 zurück ins Kabinett, Conseil du roi de France. Malesherbes behielt sein Amt aber nur für kurze Zeit – von 1787 bis 1788 – und kehrte, als die Probleme nicht lösbar wurden, wieder auf seinem Landsitz zurück.

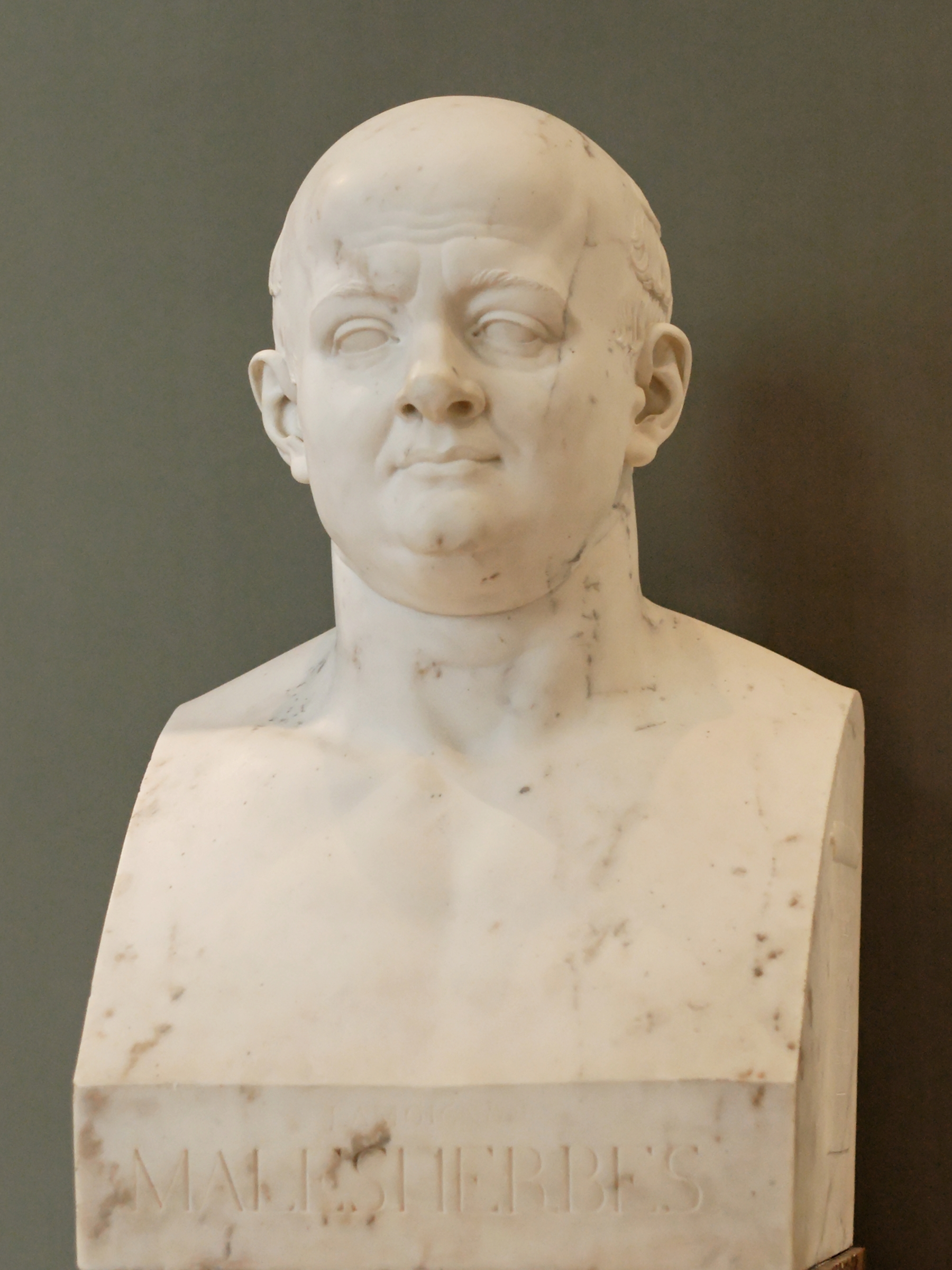
Büste des Chrétien-Guillaume de Lamoignon de Malesherbes geschaffen von Antoine-Denis Chaudet (1763–1810)

Im Jahre 1792 verließ er sein Asyl, in das er sich aus Altersgründen zurückgezogen hatte. Mit François Tronchet und Raymond de Sèze übernahm er die Verteidigung des Königs vor dem Konvent, convention nationale, er überbrachte schließlich auch dem König die Nachricht von seiner Verurteilung. Nach diesem Unternehmen kehrte er abermals zurück aufs Land, aber im Dezember 1793 wurde er mit seiner Tochter Antoinette de Lamoignon de Malesherbes, seinem Schwiegersohn Louis Le Peletier de Rosambô (1747–1794) und seinen Enkeln verhaftet. Am Mittwoch, den 22. April 1794, wurde er guillotiniert, nachdem er hatte mit ansehen müssen, wie alle, die er in der Welt geliebt hatte, vor seinen Augen für ihre Beziehung zu ihm hingerichtet worden waren.

## Eponyme
2014 wurde der Asteroid (10541) Malesherbes nach ihm benannt.

## Werke (Auswahl)
- Malesherbes à Louis XVI ou les avertissements de Cassandre : mémoires inédits (1787-1788) édités par Valérie André, Tallandier 2011, ISBN 978-2-84734-708-1.
- Sur la nécessité de diminuer les dépenses
- Mémoire sur les moyens d’accélérer les progrès de l’économie rurale en France, [lu à la Société royale d’agriculture]. Impr. de Ph.-D. Pierres, Paris 1790, in-8°, 88 p. Disponible dans Gallica
- Idées d’un agriculteur patriote sur le défrichement des terres incultes, sèches et maigres, connues sous le nom de landes, garrigues, gatines, friches... Impr. de Ve Hérissant, Paris 1791, in-8°, 18 p.